# Mort ou vif (film, 1996)
Pour les articles homonymes, voir Mort ou vif.
Mort ou vif (ルパン三世 Dead or Alive, Rupan Sansei: Deddo oa Araibu) est un film d'animation japonais réalisé par Monkey Punch, sorti en 1996.

## Synopsis
L'Île dérivante, la nouvelle île au trésor visée par Lupin et sa bande, abriterait le trésor national du royaume du Zufu, aujourd'hui sous la coupe du régime dictatorial du général Kubikari. Ce dernier tient le pays d'une main de fer et cherche à mettre la sienne sur le trésor de l'Île dérivante. Une rumeur faisant état que la fille du défunt roi serait la clé pour parvenir jusqu'au trésor, Kubikari la garde recluse jusqu'à ce qu'elle vienne à accepter de collaborer avec lui. Lupin tente alors d'enlever la princesse, mais son plan échoue : la princesse a échangé son rôle avec une agente secrète répondant au joli nom d'Oleander (Ole pour les intimes, correspondant au Laurier-rose en anglais). Une stratégie remarquable mise au point par le redoutable inspecteur Zenigata, qui vient de débarquer au Zufu…

## Fiche technique
- Titre : Mort ou vif
- Titre original : ルパン三世 Dead or Alive - Rupan Sansei : Dead or Alive
- Réalisation : Monkey Punch
- Scénario : Hiroshi Kashiwabara d'après Monkey Punch
- Direction de l'animation : Hiroyuki Yano
- Direction artistique : Toshihisa Tojo
- Direction de la photographie : Hajime Hasegawa
- Personnages : Marisuke Eguchi d'après Monkey Punch
- Mecha : Isamu Imagake
- Production : Tadahito Matsumoto, Schinichiro Maeda et Kazumitsu Ozawa
- Production exécutive : Seji Urushido et Hidehiko Takei
- Société de production : Rupan III Production Committee
- Musique : Takayuki Negishi
- Pays d'origine : Japon
- Langue : Japonais
- Format : Couleur
- Genre : Policier
- Durée : 100 minutes
- Dates de sortie : 20 avril 1996

## Distribution

### Voix originales japonaises
- Kanichi Kurita : Lupin III
- Kiyoshi Kobayashi : Daisuke Jigen
- Makio Inoue : Goémon Ishikawa
- Eiko Masuyama : Fujiko Mine
- Gorō Naya : Inspecteur Zenigata
- Minami Takayama : Oleander
- Toru Furuya : Prince Pannish
- Banjo Ginga : Général Kubikari
- Chisa Yokoyama : Princesse Emerah
- Nachi Nozawa : Crisis
- Shigeru Chiba : Spanky
- Ryūzaburō Ōtomo : Directeur de prison

### Voix françaises
- Bruno Magne : Lupan
- Hervé Caradec : Daisuke Jigen
- Constantin Pappas : Goémon Ishikawa, Inspecteur Zenigata
- Nathalie Homs : Fujiko Mine
- Caroline Mozzone : Oleander
- Adrien Solis : Prince Pannish
- Gilbert Levy : Général Kubikari, garagiste, directeur de prison
- Sasha Supera : Princesse Emerah
- Thierry Kazazian : Crisis

## DVD
Ce film a été édité en 2007 par Dybex dans un coffret avec Adieu, Nostradamus !.

## Autour du film
- Il s'agit du sixième film sur Lupin III, sortit un an après son prédécesseur.

- Ce film est le seul à avoir été supervisé par Monkey Punch, l'auteur du manga d'origine. Si l'on retrouve sa patte dans le déroulement de l'histoire, notamment le principe que Lupin et sa bande ne trouvent le vrai trésor qu'à la fin, ainsi que dans le chara-design du personnage, il a cependant surtout participé à la réalisation de l'ouverture et à la fin du film.

- Ce film, tout comme Le Secret de Mamo, se distingue du reste de la production des films Lupin par sa violence et une plus grande fidélité au manga d'origine.